# عدی خضر
عدی خضر (عربی: عدي خضر سالم القرا؛ زادهٔ ۲۰ مارس ۱۹۹۱) بازیکن فوتبال اهل اردن است.
از باشگاه‌هایی که در آن بازی کرده است می‌توان به باشگاه فوتبال الشباب اردن اشاره کرد.
وی همچنین در تیم‌های ملی فوتبال زیر ۲۳ سال اردن و اردن بازی کرده است.